# Marty Sheller
Martin (Marty) Sheller (Newark (New Jersey), 15 maart 1940 – Newark (Delaware), 16 september 2022) was een Amerikaanse Latin jazz-trompettist, arrangeur en componist. Hij werd vooral bekend door zijn langdurige samenwerking met Mongo Santamaria.

## Loopbaan
Sheller speelde aanvankelijk snare drum, later ging hij trompet spelen. In 1958 speelde hij voor het eerst als professioneel muzikant, in een hotel in het Catskillgebergte. Hierna speelde hij bij saxofonist Hugo Dickens, die met jazz, rhythm-and-blues en Latin actief was in Harlem, New York. Met vibrafonist Louie Ramirez richtte hij een band op, waarin tevens Frank Malabé speelde, een grote invloedsbron voor Sheller. Met Sabu Martinez maakte deze groep opnames voor het album Sabu's Jazz Espagnole, de eerste opnames voor Sheller. In 1961 leerde de trompettistj in New York Mongo Santamaria kennen, die hem liet spelen in zijn nieuwe blazerssectie. De samenwerking zou tot 2003 duren, het jaar waarin Santamaria overleed. Sheller speelde bij de conga-speler trompet tot hij embouchure-problemen kreeg, in 1968. Hierna beperkte hij zijn muzikale aandeel tot componeren en arrangeren. Een van de bekendste nummers die de samenwerking opleverde was Herbie Hancock's Watermelon Man, dat rond 1962 uitkwam op single en (dankzij een beroemde solo van Sheller) een top 10-hit werd. De door Sheller geproduceerde Santamaria-plaat Amanecer won in 1977 een Grammy in de categorie 'beste Latin-album'. Sheller schreef voor Santamaria talrijke nummers, zoals "Afro Lypso“, "Bossa-Negra“, "Get the Money“, "Hammer Head“ en "Odd Clothes“.
Sheller was ook actief voor andere musici, als componist en arrangeur. Hij deed veel werk voor salsa-artiesten uit de Fania-stal, waaronder Willie Colon, Joe Bataan, Rubén Blades en Hector Lavoe. Verder spande hij zich in voor bijvoorbeeld George Benson en Shirley Scott. In 1993 ging hij samenwerken met Tito Puente. In 2007 bracht hij voor het eerst een album onder eigen naam uit, met medewerking van onder meer Bob Franceschini (Why Deny). In de jazz deed hij van 1960 tot 2010 mee aan 51 opnamesessies. Als arrangeur was hij ook actief voor David Byrne ("Rei Momo"). Sheller was verder de co-auteur van een boek over salsa.
Sheller overleed op 16 september 2022 aan een natuurlijke dood. Hij werd 82 jaar oud.
- Gemeinsame Normdatei: 134576055
- International Standard Name Identifier: 0000 0000 5514 7844
- Library of Congress Control Number: n87871785
- MusicBrainz: c25a34e7-f8fd-40b6-9f28-9089914d8205
- Nationale Bibliotheek van Israël: 987007332265705171
- Nederlandse Thesaurus van Auteursnamen: 074972499
- Virtual International Authority File: 61733557
- WorldCat: E39PBJd3QBvfYHH7kp4VJMP4v3